# Armoriale dei comuni della Lozère
Questa pagina contiene le armi (stemma e blasonatura) dei comuni del dipartimento della Lozère

## A
| Stemma | Nome del comune e blasonatura |
| ------ | --- |
|        | Albaret-le-Comtal De sinople à l'arbre d'argent, au chef cousu d'azur chargé d'une couronne comtale d'or (di verde, all'albero d'argento; al capo cucito d'azzurro, caricato di una corona comitale d'oro) |
|        | Altier De gueules à la fasce losangée d'argent et d'azur (di rosso, alla fascia losangata d'argento e d'azzurro) |
|        | Arzenc-de-Randon De sinople au mouton d'argent surmonté de deux coquilles du même, au chef bastillé d'or chargé de trois pals d'azur (di verde, al montone d'argento sormontato da due conchiglie dello stesso; al capo merlato d'oro, caricato di tre pali d'azzurro)                                                                                          |
|        | Aumont-Aubrac De gueules au château d'argent, maçonné de sable, posé sur un roc aussi d'argent mouvant de la pointe et chargé d'un écusson d'or surchargé d'une aigle d'azur (di rosso, al castello d'argento, murato di nero, posato su una roccia pure d'argento movente dalla punta, e caricato di uno scudetto d'oro sovraccaricato da un'aquila d'azzurro) |
|        | Auroux De gueules à deux épées d'argent en sautoir, la pointe en haut, surmontés de trois étoiles d'or (di rosso, a due spade d'argento in decusse, la punta in alto, sormontate da tre stelle d'oro) |

## B
| Stemma | Nome del comune e blasonatura |
| ------ | --- |
|        | Badaroux De gueules à la tour d'or accostée de deux étoiles d'argent et surmonté d'un ostensoir aussi d'or accosté de deux étoiles aussi d'argent, le tout enfermé dans un trescheur croiseté de huit pièces du même (di rosso, alla torre d'oro accostata da due stelle d'argento e sormontata da un ostensorio pure d'oro accostato da due stelle pure d'argento, il tutto racchiuso in una cinta crocettata di otto pezzi dello stesso) |
|        | Bagnols-les-Bains D'azur à la fontaine jaillissante d'argent surmontée de deux étoiles d'or (d'azzurro, alla fontana zampillante d'argento, sormontata da due stelle d'oro) |
|        | Balsièges De sinople au pont en dos d'âne d'une arche et deux demies d'argent maçonné de sable, mouvant des flancs, posé sur une rivière aussi d'argent, surmonté d'un lion couché contourné du même, accompagné, en chef à dextre, d'un roc d'échiquier aussi d'argent et, à senestre, d'un écusson cousu d'azur au chêne arraché d'or, de quatre branches passées en double sautoir, sommé, à dextre, d'une mitre du même et, à senestre, d'une tête de crosse épiscopale contournée aussi d'or (di verde, al ponte a dosso d'asino di un arco e due mezzi d'argento, murato di nero, movente dai fianchi, posato su un fiume pure d'argento, sormontato da un leone accovacciato rivoltato dello stesso, accompagnato, in capo a destra, da un rocco di scacchiere pure d'argento e, a sinistra, da uno scudetto cucito d'azzurro alla quercia sradicata d'oro, di quattro rami passati in doppio decusse, cimata a destra, da una mitra dello stesso e, a sinistra, da una testa di pastorale episcopale rivoltato, pure d'oro) |
|        | Banassac Parti : au premier d'azur à la coupe sigillée d'or, au second d'or aux quatre pals de gueules, le tout sommé d'un chef d'azur chargé de trois fers de lance d'argent (partito: nel 1º d'azzurro, alla coppa sigillata d'oro; nel 2º d'oro, a quattro pali di rosso; il tutto cimato da un capo d'azzurro, caricato di tre ferri di lancia d'argento) |
|        | Barre-des-Cévennes D'argent aux deux fasces de gueules (d'argento, a due fasce di rosso) |
|        | Bassurels Coupé : au premier d'azur chapé d'or, au second d'or chaussé d'azur ; au soleil de l'un en l'autre broichant en abîme (troncato: nel 1º d'azzurro mantellato d'oro; nel 2º d'oro calzato d'azzurro; al sole dell'uno all'altro attraversante in abisso) |
|        | La Bastide-Puylaurent Parti: au 1er d'azur au chêne englanté d'or à trois racines et quatre branches passées en sautoir de même ; au 2e d'argent aux skis accolés de gueules (partito: nel 1º d'azzurro, alla quercia ghiandifera d'oro, a tre radici e quattro rami passati in decusse dello stesso; nel 2º d'argento, agli sci accollati di rosso) |
|        | Le Bleymard De gueules à la pointe d'argent (di rosso, alla pila rovesciata d'argento) |
|        | Brion D'azur au mont de six coupeaux d'argent, à la fasce ondée de sinople chargée de trois flammes d'or brochant en pointe, surmontée d'un bâton de pèlerin en forme de canne de berger de gueules aussi brochante, une gourde du même brochant sur le fût sous la crosse, accompagnée en chef de deux étoiles de six rais aussi d'argent (d'azzurro, al monte di sei cime d'argento, alla fascia ondata di verde caricata di tre fiamme d'oro, attraversante in punta, sormontata da un bastone da pellegrino a forma di canna da pastore di rosso, pure attraversante, alla borraccia dello stesso attraversante sul fusto sotto la testa, accompagnato in capo da due stelle di sei raggi pure d'argento) |

## C
| Stemma | Nome del comune e blasonatura |
| ------ | --- |
|        | Canilhac D'azur au lévrier rampant d'argent, colleté de gueules, à la bordure componée d'argent et d'azur (d'azzurro, al levriere rampante d'argento, collarinato di rosso; alla bordura composta d'argento e d'azzurro) |
|        | La Canourgue Parti : au premier mi-parti d'azur aux trois fleurs de lys d'or, au second d'argent au lévrier de sable courant en bande, colleté d'or (partito: nel 1º semipartito d'azzurro a tre gigli d'oro; nel 2º d'argento, al levriere di nero corrente in banda, collarinato d'oro) |
|        | Chanac Écartelé : au premier et au quatrième de gueules à trois roses d'or, au deuxième et au troisième fascés d'or et d'azur de six pièces ; sur le tout d'argent à l'aigle de sable (inquartato: nel 1º e 4º di rosso, a tre rose d'oro; nel 2º e 3º fasciato d'oro e d'azzurro di sei pezzi; sul tutto d'argento, all'aquila di nero)                                                                         |
|        | Châteauneuf-de-Randon D'or à trois pals d'azur, au chef de gueules ; à l'écusson d'argent en abîme, chargé d'une aigle bicéphale de sable, becquée et membrée de gueules, et d'une cotice du même brochant (d'oro, a tre pali d'azzurro, al capo di rosso; allo scudetto d'argento in abisso, caricato di un'aquila bicipite di nero, rostrata e membrata di rosso, e di una cotissa dello stesso attraversante) |
|        | Chirac D'hermines au chef de France sur le tout d'or au lion couronné de gueules (d'armellino, al capo di Francia; sul tutto d'oro, al leone coronato di rosso) |
|        | Cocurès De gueules aux deux truites d'argent affrontées en chevron, accompagnées de trois rochers d'or, deux en chef et un en pointe (di rosso, a due trote d'argento affrontate in scaglione, accompagnate da tre rocce d'oro, due in capo e una in punta) |
|        | Cubières D'argent aux deux fasces fuselées de gueules (d'argento, a due fasce fusate di rosso) |

## F
| Stemma | Nome del comune e blasonatura |
| ------ | --- |
|        | La Fage-Montivernoux De pourpre au fayard (hêtre) arraché cousu de sinople, à la salamandre contournée d'argent enflammée et allumée de gueules brochant sur le fût de l'arbre, accompagnée en chef à dextre, d'une croix de Malte, à senestre d'une coquille et en pointe de trois coupeaux rangés, le tout d'argent (Di porpora, al faggio sradicato cucito di verde, alla salamandra rivoltata d'argento, infiammata e illuminata di rosso, attraversante sul fusto dell'albero, accompagnata in capo a destra da una crocetta di Malta, a sinistra, da una conchiglia e, in punta, da tre colli ordinati, il tutto d'argento) Incongruenza tra disegno e blasonatura: la salamandra va illuminata di rosso e vomitante fiamme. |
|        | Florac De gueules aux trois étoiles d'or (di rosso, a tre stelle d'oro) |
|        | Fournels D'azur au rocher d'argent, surmonté de deux étoiles du même (d'azzurro, alla roccia d'argento, sormontata da due stelle dello stesso) |

## G
| Stemma | Nome del comune e blasonatura                                                    |
| ------ | -------------------------------------------------------------------------------- |
|        | Gatuzières De gueules aux trois lionceaux d'or (di rosso, a tre leoncelli d'oro) |
|        | Grandrieu D'or aux deux pals de gueules (d'oro, a due pali di rosso)             |

## I
| Stemma | Nome del comune e blasonatura |
| ------ | --- |
|        | Ispagnac D'argent au château de trois tours de gueules maçonné de sable (d'argento, al castello di tre torri di rosso murato di nero) |

## J
| Stemma | Nome del comune e blasonatura |
| ------ | --- |
|        | Javols Écartelé, au 1 et 4 de gueules au tonneau d'or, au 2 et 3, d'azur à l'amphore d'or ; sur le tout : d'argent à l'aigle de sable (qui est de Peyre) (inquartato: nel 1º e 4º di rosso, al barile d'oro; nel 2º e 3º d'azzurro, all'anfora d'oro; sul tutto d'argento, all'aquila di nero (che è di Peyre)) |

## L
| Stemma | Nome del comune e blasonatura |
| ------ | --- |
|        | Langogne D'or à quatre pals de gueules, au chef d'azur chargé d'une lettre L onciale d'argent (d'oro, a quattro pali di rosso; al capo d'azzurro, caricato di una lettera L onciale d'argento) |
|        | Laval-Atger De gueules à la fontaine d'argent, chaussé d'argent aux deux abeilles de gueules ; au chef échiqueté d'azur et d'argent de deux tires (di rosso, alla fontana d'argento, calzato d'argento a due api di rosso; all capo scaccato d'azzurro e d'argento di due tiri) Incongruenza tra disegno e blasonatura: il capo è scaccato d'argento e d'azzurro e non d'azzurro e d'argento. |
|        | Luc D'or à la bande d'azur chargée d'un brochet d'argent (d'oro, alla banda d'azzurro, caricata di un luccio d'argento) |

## M
| Stemma | Nome del comune e blasonatura |
| ------ | --- |
|        | La Malène Parti : au premier d'argent à la couronne de laurier de sinople, au chef de gueules chargé de trois étoiles d'or, au second de gueules au lion d'argent, accompagné de sept besants du même ordonnés en orle (partito: nel 1º d'argento, alla corona di lauro di verde, al capo di rosso caricato di tre stelle d'oro; nell 2º di rosso, al leone d'argento, accompagnato da sette bisanti dello stesso ordinati in orlo)                                                                                   |
|        | Le Malzieu-Ville De sinople à la tour d'argent, maçonnée de sable, au chef d'azur chargé d'une lettre M onciale d'or, au franc-canton d'argent chargé d'une croix patriarcale de gueules (di verde, alla torre d'argento, murata di nero; al capo d'azzurro caricato di una lettera M onciale d'oro, al canton franco d'argento caricato di una croce patriarcale di rosso) |
|        | Marvejols D'azur au château de trois tours d'argent, celle du milieu plus haute, le château ouvert, ajouré et maçonné de sable, surmonté d'une main dextre vêtue d'un gantelet aussi d'argent tenant une fleur de lys d'or (d'azzurro, al castello di tre torri d'argento, quella centrale più alta, il castello aperto, finestrato e murato di nero, sormontato da una mano destra vestita di un guanto ferrato pure d'argento, tenente un giglio d'oro)                                                             |
|        | Le Massegros Coupé d'or et d'argent à quatre pals de gueules brochant (troncato d'oro e d'argento, a quattro pali di rosso attraversanti) |
|        | Mende D'azur à la lettre M onciale d'or surmontée d'un soleil du même (d'azzurro, alla lettera M onciale d'oro, sormontata da un sole dello stesso) |
|        | Meyrueis D'azur au lion d'or, lampassé et de gueules, tenant de sa patte senestre une lettre M onciale d'argent (d'azzurro, al leone d'oro, lampassato di rosso, tenente con la branca sinistra una lettera M onciale d'argento) |
|        | Le Monastier-Pin-Moriès D'azur à la croix épiscopale posée en pal et aux deux clefs liées et passées en sautoir brochant, accostées des lettres U et V onciales, le tout d'or, à l'écusson de gueules chargé d'un chef émanché aussi d'or brochant en abîme (d'azzurro, alla croce episcopale posta in palo e a due chiavi legate e passate in decusse attraversanti, accostate dalle lettere U e V onciali, il tutto d'oro, allo scudetto di rosso, caricato di un capo cuneato pure d'oro, attraversante in abisso) |
|        | Montrodat De gueules aux trois besants d'or (di rosso, a tre bisanti d'oro) |

## N
| Stemma | Nome del comune e blasonatura |
| ------ | --- |
|        | Nasbinals D'argent à l'aigle de sable au chef de gueules chargé d'une croix de Malte d'argent, accosté de deux coquilles d'or (d'argento, all'aquila di nero; al capo di rosso, caricato di una croce di Malta d'argento, accostata da due conchiglie d'oro) |

## P
| Stemma | Nome del comune e blasonatura |
| ------ | --- |
|        | Paulhac-en-Margeride D'argent aux deux bêtes du Gévaudan affrontées de sable, allumées et armées de gueules, sur un mont de sinople, surmontées d'une croisette de Malte aussi de gueules (d'argento, a due bestie del Gévaudan affrontate di nero, illuminate e armate di rosso, su un monte di verde, sormontate da una crocetta di Malta pure di rosso) |
|        | Pelouse De sinople au chêne d'or; mantelé d'or à deux molettes d'éperon de sable' (di verde, alla quercia sradicata d'oro; incappato d'oro, a due rotelle di sperone di nero) |
|        | Pied-de-Borne De gueules à la fasce losangée d'or et de sinople (di rosso, alla fascia losangata d'oro e di verde) |
|        | Le Pont-de-Montvert De sinople au pont en dos d'âne de deux arches inégales d'argent, flanqué à senestre d'une tour couverte du même, maçonnée de sable, ajourée du champ, posé sur des ondes aussi d'argent mouvant de la pointe, la tour adextrée d'une abeille volant d'or (di verde, al ponte a dorso d'asino di due archi diseguali d'argento, fiancheggiato a sinistra da una torre coperta dello stesso, murata di nero, finestrata del campo, posta su onde pure d'argento moventi dalla punta, la torre addestrata da un'ape volante d'oro) Incongruenza tra disegno e blasonatura: la torre è finestrata d'argento e non del campo. |

## Q
| Stemma | Nome del comune e blasonatura |
| ------ | --- |
|        | Quézac Parti de gueules et d'azur au monogramme de la Vierge AM entrelacé d'argent accompagné de douze étoiles d'or ordonnées en orle et, en pointe, d'une fontaine jaillissante aussi d'argent, le tout brochant sur la partition ; au chef émanché d'or de quatre pièces (partito di rosso e d'azzurro, al monogramma della vergine AM intrecciato d'argento, accompagnato da dodici stelle d'oro ordinate in orlo e, in punta, da una fontana zampillante pure d'argento, il tutto attraversante sulla partizione; al capo cuneato d'oro di quattro pezzi) Incongruenza tra disegno e blasonatura: il disegno presenta uno scudo partito d'azzurro e di rosso e non viceversa. |

## R
| Stemma | Nome del comune e blasonatura |
| ------ | --- |
|        | Le Recoux D'argent aux cinq rochers de gueules ordonnés 3 et 2, soutenus d'une rose du même (d'argento, a cinque rocce di rosso ordinate 3 e 2, sostenute da una rosa dello stesso) |
|        | Rimeize Tranché : au premier d'or au château donjonné de gueules, le donjon accosté de deux haches d'armes adossées d'azur, au second d'argent à l'aigle de sable ; à la bande ondée de sinople brochant sur la partition ; au pont en dos d'âne de trois arches de gueules maçonné de sable brochant en abîme sur le tout, l'arche centrale de la largeur de la bande (trinciato: nel 1º d'oro, al castello torricellato di rosso, la torre accostata da due asce d'armi addossate d'azzurro; nel 2º d'argento, all'aquila di nero; alla banda ondata di verde attraversante sulla partizione; al ponte a dosso d'asino di tre archi di rosso, murato di nero, attraversante in abisso sul tutto, l'arco centrale della larghezza della banda) |
|        | Le Rozier D'or, au pairle ondé d'azur, accompagné en chef d'un calice gallo-romain, sigillé, de gueules et de deux roses feuillées et tigées du même aux flancs (d'oro, alla pergola ondata d'azzurro, accompagnata in capo da un calice gallo-romano, coperto, di rosso e da due rose gambute e fogliate dello stesso ai fianchi) |

## S
| Stemma | Nome del comune e blasonatura |
| ------ | --- |
|        | Saint-Alban-sur-Limagnole Palé d'azur et de gueules, semé de roses d'or brochant sur les partitions; sur le tout d'argent au noyer arraché de sinople (palato d'azzurro e di rosso, seminato di rose d'oro attraversante sulle partizioni; sul tutto d'argento, al noce sradicato di verde) |
|        | Saint-Amans D'or à trois pals d'azur, au chef de gueules (d'oro, a tre pali d'azzurro; al capo di rosso) |
|        | Saint-Andéol-de-Clerguemort D'azur à Saint Andéol en diacre d'or (d'azzurro, a Saint Andéol vestito da diacono d'oro) |
|        | Saint-André-Capcèze De gueules à la fasce losangée d'or et d'azur (di rosso, alla fascia losangata d'oro e d'azzurro) |
|        | Saint-Bonnet-de-Montauroux D'azur au pont de trois arches sommé d'un château, le tout d'argent et maçonné de sable, le château ouvert du champ (d'azzurro, al ponte di tre archi cimato da un castello, il tutto d'argento e murato di nero, il castello aperto del campo) |
|        | Saint-Chély-d'Apcher D'or au château sommé de trois tours de gueules, ouvert, ajouré et maçonné de sable, la tour du milieu plus élevée, accostée de deux haches d'armes adossées d'azur. (d'oro, al castello cimato da tre torri di rosso, aperto, finestrato e murato di nero, la torre di mezzo più alta, accostata da due asce d'armi addossate d'azzurro) |
|        | Saint-Georges-de-Lévéjac D'argent à un pal de gueules chargé d'un dragon d'or et accoté de deux serpents affrontés de gueules, mis en pal (d'argento, al palo di rosso caricato di un drago d'oro e accostato da due serpenti affrontati di rosso, posti in palo) |
|        | Saint-Germain-de-Calberte Parti : au premier bandé d'or et de sinople de six pièces, au second de gueules au chef émanché d'or de quatre pièces (partito: nel 1º bandato d'oro e di verde di sei pezzi; nel 2º di rosso, al capo cuneato d'oro di quattro pezzi) |
|        | Saint-Germain-du-Teil De gueules au heaume d'or taré de trois-quart, accompagné de trois étoiles d'argent (di rosso, all'elmo d'oro posto di tre quarti, accompagnato da tre stelle d'argento) |
|        | Saint-Julien-des-Points Coupé : au premier bandé d'or et de sinople, au second d'azur à la hallebarde d'or accostée de deux soroses (mûres) du même (troncato: nel 1º bandato d'oro e di verde; nel 2º d'azzurro, all'alabarda d'oro accostata da due more dello stesso) |
|        | Saint-Laurent-de-Trèves Écartelé: aux 1 et 4, de sable, à la croix engrêlée d'or, cantonnée de dix-huit billettes du mesme, 5 à chaque canton du chef, et 4 à chaque canton de la pointe aux 2 et 3, d'argent, à deux fasces de gueules (de Barre). Sur le tout: d'azur, au bélier d'argent, accorné et onglé d'or, accompagné en chef d'une étoile d'or (inquartato: nel 1º e 4º di nero, alla croce spinata d'oro, accantonata da diciotto biglietti dello stesso, 5 in ogni cantone del capo e 4 in ogni cantone della punta; nel 2º e 3º d'argento, a due fasce di rosso (di Barre); sul tutto d'azzurro, all'ariete d'argento, cornato e unghiato d'oro, accompagnato in capo da una stella d'oro) |
|        | Saint-Maurice-de-Ventalon D'or à la fasce losangée d'or et de sable (d'oro, alla fascia losangata d'oro e di nero) |
|        | Saint-Rome-de-Dolan De gueules à la cardabelle d'or, chapé d'argent aux deux têtes de brebis affrontées de gueules (di rosso, alla carlina zolfina d'oro, mantellato d'argento a due teste di pecora affrontate) |
|        | Sainte-Colombe-de-Peyre D'azur aux deux colombes affrontées d'argent, au chef du même chargé d'une aigle de sable (d'azzurro, a due colombe affrontate d'argento; al capo dello stesso caricato di un'aquila di nero) |
|        | Sainte-Enimie D'azur à l'écusson d'or chargé de six tourteaux de gueules en orle, accompagné de trois fleurs de lys aussi d'or, au chef bastillé de cinq pièces cousu de gueules chargé d'une couronne à l'antique d'or, accostée de deux lys de jardin d'argent, tigés et feuillés d'or, mouvant du trait du chef (d'azzurro, allo scudetto d'oro caricato di sei torte di rosso poste in orlo, accompagnato da tre gigli pure d'oro; al capo merlato di cinque pezzi cucito di rosso, caricato di una corona all'antica d'oro, accostata da due gigli di giardino d'argento, gambuti e fogliati d'oro, moventi dal tratto del capo)                                                                   |
|        | Sainte-Eulalie D'argent au mont de sinople posé sur une rivière d'azur, sommé d'une marmite de sable percée du champ (d'argento, al monte di verde posato su un fiume d'azzurro, cimato da una marmitta di nero forata del campo) |
|        | Serverette D'azur, à la tour d'argent, au chef du même chargé de trois corbeaux de sable (d'azzurro, alla torre d'argento; al capo dello stesso, caricato di tre corvi di nero) Incongruenza tra disegno e blasonatura: la torre è aperta di nero. |

## V
| Stemma | Nome del comune e blasonatura |
| ------ | --- |
|        | Vebron D'azur au château de trois tours d'argent maçonné de sable, à la champagne ondée aussi d'argent chargée d'un castor de gueules (d'azzurro, al castello di tre torri d'argento, murato di nero, alla campagna ondata pure d'argento caricata di un castoro di rosso) |
|        | Vialas D'azur, à trois flambeaux d'or allumés de gueules, posés en pal (d'azzurro, a tre ceri d'oro accesi di rosso, posti in palo) |
|        | Villefort D'azur, au huchet d'argent, lié et enguiché de gueules, le pavillon à dextre, accompagné de trois molettes d'or (D'azzurro, al corno d'argento, legato e imboccato di rosso, accompagnato da tre spronelle d'oro)                                                |